# Bighead
Брендан Патрік Мюррей, більш відомий як BigHead — американський звукорежисер, бітмейкер і діджей. Він продюсував музику для таких виконавців як Lil Pump, Lil Tracy, Famous Dex, і Lil Peep.
Був включений до списку 30 найкращих хіп-хоп продюсерів 2017 року за версією XXL, з приміткою: Ви не зможете слухати цьогорічних реп-зірок, не почувши музику BigHead. Він також відомий своїм продюсерським тегом «Oouu, Bi-BigHead on the beat!»

## Біографія
Брендан Патрік Мюррей народився 13 серпня 1995 року в Палмдейлі, штат Каліфорнія. Став штатним продюсером у віці 18 років після того, як його батько переїхав до Арканзасу. Виріс у Палмдейлі та Ланкастері.

## Кар'єра
Почав робити біти в стилі Міка Мілла і Дрейка, а в 2017 році почав писати біти у власному стилі, «ймовірно, тому що я був під кайфом». Того ж року він вперше потрапив у топ-10 Billboard Hot 100 з піснею Lil Pump Gucci Gang. Також спродюсував 6 пісень на його дебютному альбомі.

### Натхнення
Брендан говорив про своє натхнення від blink-182, які, на його думку, потрапили в чарт Billboard завдяки простим композиціям: «Якщо трирічна дитина може заспівати її, тоді це те, чого я прагну».